# 1130-е годы
1130-е (ты́сяча сто тридца́тые) го́ды по юлианскому календарю — промежуток времени с 1 января 1130 года по 31 декабря 1139 года, включающий 1130 год 3-го десятилетия   и с 1131 по 1139 годы    4-го десятилетия XII века 2-го тысячелетия.  Они закончились 886 лет назад.

## События
- Королевство Сицилия (1130—1816).
- Начало феодальной раздроблённости в Древнерусском государстве после смерти Мстислава Владимировича (1132).
- Гражданская война в Англии (1135—1154).

## Правители
- 1139
  - Афонсу I стал первым королём Португалии.
  - Иннокентий II признал Рожера II королём Сицилии.